# Ligné (Charente)
Ligné  ist ein Ort und eine Gemeinde mit 146 Einwohnern (Stand 1. Januar 2022) im westfranzösischen Département Charente in der Region Nouvelle-Aquitaine. Die Gemeinde besteht aus mehreren Weilern (hameaux) und Einzelgehöften.

## Lage
Der Ort Ligné liegt etwa drei Kilometer vom Nordufer des Flusses Charente entfernt in einer Höhe von etwa 70 m ü. d. M. im Norden des Départements Charente in der alten Kulturlandschaft des Angoumois, einem Teil der Landschaft der Charente. Der Ort ist etwa 42 km (Fahrtstrecke) in nördlicher Richtung von der Stadt Angoulême beziehungsweise rund 83 km in südwestlicher Richtung von Poitiers entfernt. Der Fluss Bief verläuft an der östlichen Gemeindegrenze.

## Bevölkerungsentwicklung
| Jahr      | 1800 | 1851 | 1901 | 1954 | 1999 | 2013 |
| Einwohner | 614  | 550  | 343  | 260  | 158  | 162  |

Der Rückgang der Bevölkerungszahlen seit dem ausgehenden 19. Jahrhundert ist im Wesentlichen auf den Verlust an Arbeitsplätzen infolge der Reblauskrise im Weinbau und der zunehmenden Mechanisierung der Landwirtschaft zurückzuführen.

## Wirtschaft
Der Ort und seine Umgebung waren jahrhundertelang landwirtschaftlich geprägt; die meisten Menschen lebten als Selbstversorger; im Ort selbst bildeten sich verschiedene Handwerks- und Dienstleistungsberufe heraus. Im ausgehenden Mittelalter und in der frühen Neuzeit wurde der Weinbau vorangetrieben, der jedoch – nach der Reblauskrise im ausgehenden 19. Jahrhundert – nahezu eingestellt wurde. Seit den 1960er Jahren spielt der Tourismus in Form der Vermietung von Ferienwohnungen (gîtes) eine nicht unbedeutende Rolle im Wirtschaftsleben der Gemeinde.

## Geschichte
Die Region war schon in der Jungsteinzeit besiedelt; aus gallorömischer Zeit stammen die Fundamentreste eines Landgutes (villa rustica). Nahe der Kirche wurden karolingische Kleinfunde gemacht. Aus dem Mittelalter ist der Ortsname Leigniaco überliefert; hier befand sich ein Priorat.

## Sehenswürdigkeiten

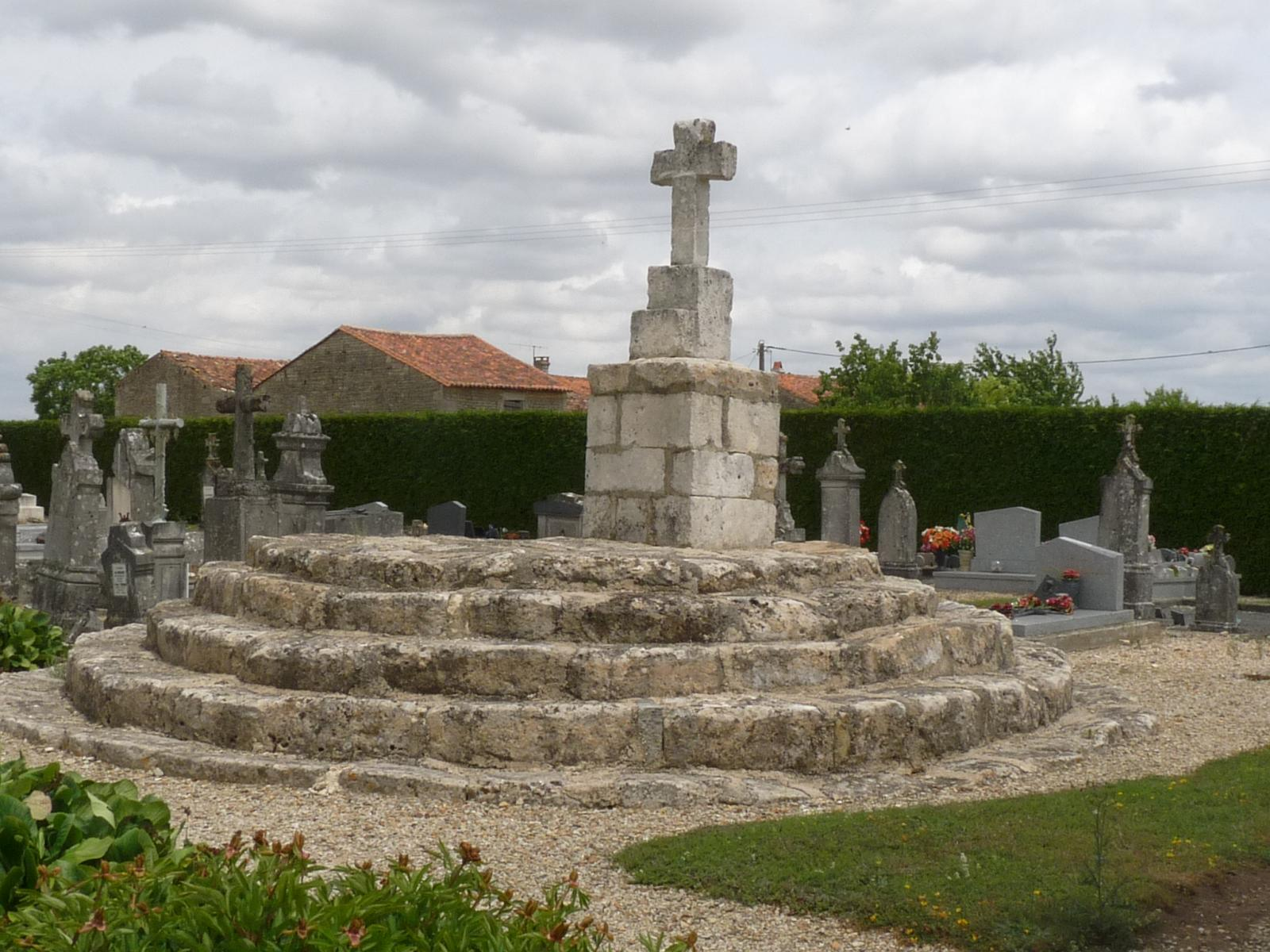
Hosianna-Kreuz

- Die schmucklose, von einem einfachen Glockengiebel (clocher mur) überragte Pfarrkirche Notre-Dame steht an der Stelle einer mittelalterlichen Prioratskirche, die möglicherweise ihrerseits mit einer Kommende des in den Jahren 1307–12 aufgelösten Templerordens zusammenhängt.[2]
- Das Hosianna-Kreuz auf einem mehrfach gestuften runden Sockel auf dem Friedhof trägt die Jahreszahl 1654. Es ersetzte wahrscheinlich eine ältere, deutlich höhere Totenleuchte und wurde im Jahr 1973 als Monument historique anerkannt.[3][4]
- Zahlreiche unbeschriftete und undatierte Sarkophagplatten befinden sich auf dem Friedhof des Ortes.[5]
- Das nur selten genutzte protestantische Gotteshaus (temple) stammt aus der ersten Hälfte des 19. Jahrhunderts. Über dem schmucklosen Portal befindet sich eine Tafel mit dem Bibelgebot Tu ne feras pas d’image taillée („Du sollst dir kein Gottesbild machen...“; (Ex 20,4 EU)).[6]
- Das Logis de la Grange stammt größtenteils aus den 30er Jahren des 19. Jahrhunderts; es birgt jedoch ältere Teile aus dem 17. Jahrhundert (z. B. das Taubenhaus). Es ist seit dem Jahr 1986 in die Inventarliste der Monuments historiques eingetragen.[7]

außerhalb
- Vom Dolmen Gros Dognon sind nur wenige Megalithen erhalten.